# Petja Piiroinen
Petja Piiroinen (Hyvinkää, 15 agosto 1991) è un ex snowboarder finlandese, campione del mondo nel 2011 in big air.

## Palmarès

### Mondiali
- 1 medaglia:
  - 1 oro (big air a La Molina 2011)

### Mondiali juniores
- 2 medaglie:
  - 2 ori (big air a Valmalenco 2008; big air a Otago 2010)

### Coppa del Mondo
- Miglior piazzamento nella Coppa del Mondo generale di freestyle: 2º nel 2014 e nel 2015
- Vincitore della Coppa del Mondo di big air nel 2014
- Miglior piazzamento nella Coppa del Mondo di slopestyle: 2º nel 2015
- 6 podi:
  - 1 vittoria
  - 3 secondi posti
  - 2 terzi posti

#### Coppa del Mondo - vittorie
| Data            | Luogo    | Paese  | Disciplina |
| --------------- | -------- | ------ | ---------- |
| 17 gennaio 2014 | Stoneham | Canada | BA         |

Legenda:

BA = Big air